# Lac à la Chasse (Baie-Comeau)
Pour les articles homonymes, voir Chasse (homonymie).
Ne doit pas être confondu avec Lac à la Chasse (Franklin).
Le lac à la Chasse est un plan d'eau douce du bassin versant de la rivière à la Chasse, situé dans le territoire de la ville de Baie-Comeau, dans la municipalité régionale de comté de Manicouagan, dans la région administrative de la Côte-Nord, dans la province de Québec, au Canada.
Le côté est du lac à la Chasse est desservi par le boulevard Comeau (route 138) et le côté sud-ouest par la route Trans-Québec-Labrador (route 389).
La sylviculture constitue la principale activité économique autour du lac.

## Géographie
Le lac à la Chasse est situé dans la partie est du territoire de la ville de Baie-Comeau. Ce lac difforme est traversé vers le sud par la rivière à la Chasse]. Ce lac comporte une longueur de 4,0 km, une largeur maximale de 1,9 km et une altitude de 52 m. Ce lac comporte un barrage érigé à son embouchure. Ce lac est divisé en deux parties séparées par un détroit d'une centaine de mètres en son centre, à cause d'une presqu'île rattaché à la rive est et s'étirant sur environ 0,76 km vers l'ouest et une autre presqu'île rattachée à la rive ouest.
La partie nord comporte trois baies principales dont deux s'étirant vers le nord. La partie sud comporte sept baies principales.
À partir de l'embouchure du lac à la Chasse, le courant descend sur 5,2 km vers le sud, puis vers l'est, en suivant le cours de la rivière à la Chasse, pour aller se déverser sur la rive nord de la Baie de Manicouagan, sur la rive nord de l'estuaire du Saint-Laurent.

## Toponyme
Le toponyme « lac à la Chasse » a été officialisé le 5 décembre 1968 à la Banque des noms de lieux de la Commission de toponymie du Québec.